# Auraha
Auraha – gaun wikas samiti w środkowej części Nepalu w strefie Narajani w dystrykcie Parsa. Według nepalskiego spisu powszechnego z 2001 roku liczył on 715 gospodarstw domowych i 4434 mieszkańców (2132 kobiet i 2302 mężczyzn).